# Gottes Zeit ist die allerbeste Zeit

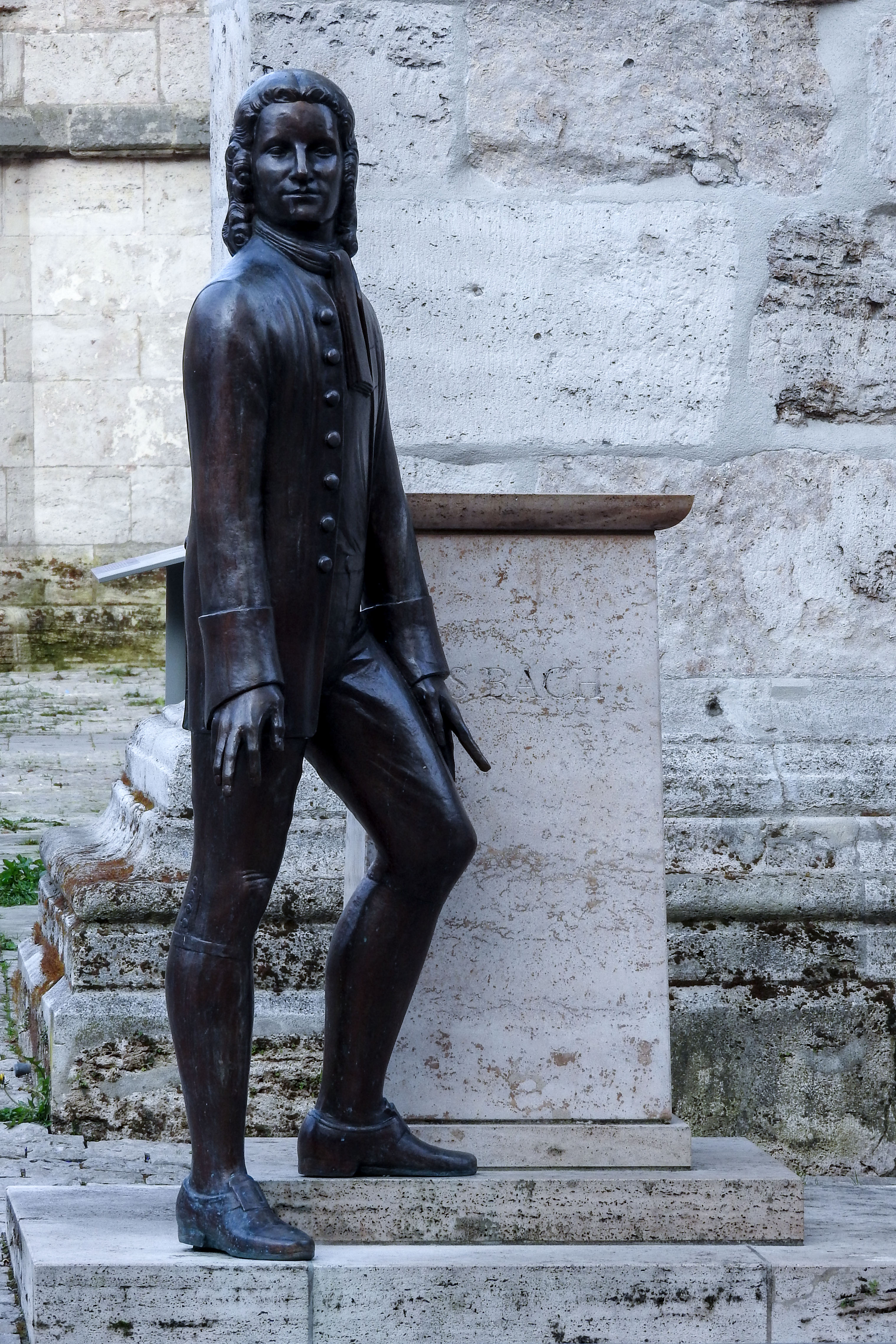
Statuie în Mühlhausen: Bach la vârsta când a compus Actus tragicus

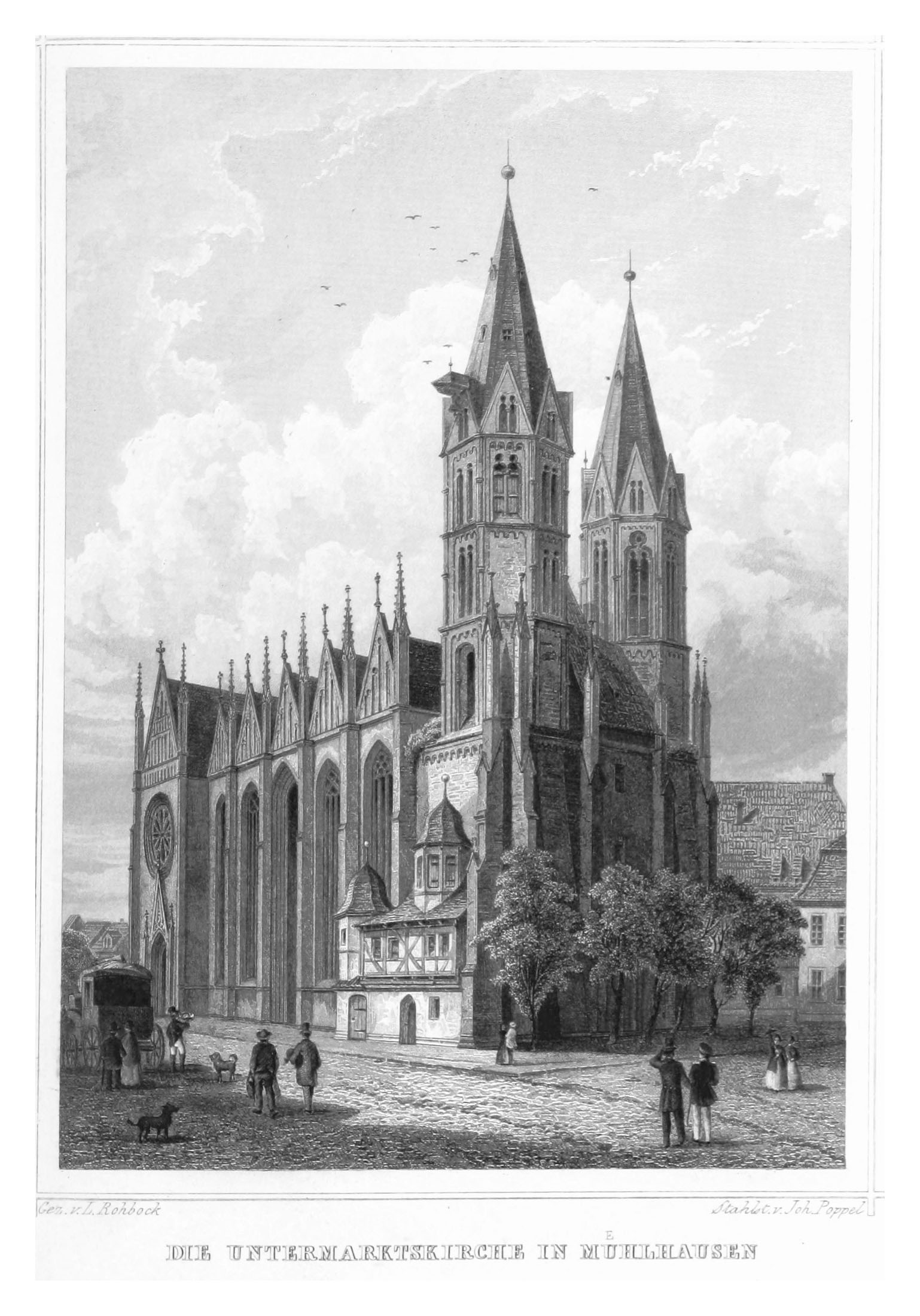
Biserica Untermarktskirche din Mühlhausen unde Bach era organist în vremea când a compus Actus tragicus

Gottes Zeit ist die allerbeste Zeit (BWV 106), în română Timpul lui Dumnezeu e cel mai bun timp, este o cantată sacră de Johann Sebastian Bach, bine cunoscută și sub numele Actus tragicus.
Aceasta este una dintre primele cantate ale lui Bach, compusă în 1707 în timpul șederii sale la Mühlhausen, fără îndoială ca muzică funebră; se presupune că ar fi fost vorba despre înmormântarea lui Tobias Lämmerhirt, unchi al lui Bach. Manuscrisul inițial nu s-a păstrat; nu se cunoaște originea denumirii Actus tragicus, care apare într-un manuscris ulterior morții lui Bach. În lucrarea Die Kantaten von Johann Sebastian Bach (Cantatele lui Johann Sebastian Bach), muzicologul Alfred Dürr⁠(en)[traduceți] scrie: „... Actus tragicus este o operă genială, din cele care chiar celor mai mari maeștri rareori le reușesc ... Actus tragicus este parte din literatura universală.”

## Structură
Textul este luat din Biblie și două corale de Adam Reusner⁠(en)[traduceți] și Martin Luther. Bach pune în contrast ideea morții pământești (Vechiul Testament) cu aceea a mântuirii (Noul Testament). Instrumentația neobișnuită se distinge prin absența viorilor și prin utilizarea a două flaute dulci și două viole da gamba, pentru a produce un sunet „blând și reconfortant, uneori aproape ceresc”.
| Parte | Titlu                                   | Tempo                      | Text | Voci                    | Instrumente                                |
| ----- | --------------------------------------- | -------------------------- | --- | ----------------------- | ------------------------------------------ |
| 1     | Sonatina                                | Molto adagio               | |                         | 2 flaute dulci, 2 viole da gamba, continuo |
| 2     | Gottes Zeit ist die allerbeste Zeit     | – / Allegro / Adagio assai | Gottes Zeit ist die allerbeste Zeit. In ihm leben, weben und sind wir, solange er will. In ihm sterben wir zur rechten Zeit, wenn er will. | Cor                     | tutti                                      |
| 2     | Ach, Herr, lehre uns bedenken           | Lento                      | Ach, Herr, lehre uns bedenken, dass wir sterben müssen, auf dass wir klug werden. | Arioso (Tenor)          | flaute dulci, viole da gamba, continuo     |
| 2     | Bestelle dein Haus                      | Vivace                     | Bestelle dein Haus; denn du wirst sterben und nicht lebendig bleiben! | Aria (Bas)              | flaute dulci, viole da gamba, continuo     |
| 2     | Es ist der alte Bund                    | Andante                    | Es ist der alte Bund: Mensch, du musst sterben! Ich hab' mein Sach' Gott heimgestellt Er mach's mit mir wie's ihm gefällt Soll ich all hier noch länger leben Ohne Widerstreben Seinem Willen tu' ich mich ganz ergeben. Ja, komm, Herr Jesu! | Cor și Arioso (Soprană) |                                            |
| 3     | In deine Hände befehl ich meinen Geist  |                            | In deine Hände befehl' ich meinen Geist; du hast mich erlöset, Herr, du getreuer Gott. | Aria (Contralto)        | continuo                                   |
| 3     | Heute wirst du mit mir im Paradies sein |                            | Heute wirst du mit mir im Paradies sein. Mit Fried' und Freud' ich fahr' dahin In Gottes Willen, Getrost ist mir mein Herz und Sinn, Sanft und stille. Wie Gott mir verheißen hat: Der Tod ist mein Schlaf worden.                            | Arioso (Bas)            | continuo, viole da gamba                   |
| 4     | Glorie, Lob, Ehr und Herrlichkeit       | – / Allegro                | Glorie, Lob, Ehr' und Herrlichkeit Sei dir, Gott Vater und Sohn bereit', Dem Heil'gen Geist mit Namen! Die göttlich' Kraft Macht uns sieghaft Durch Jesum Christum, Amen.                                                                     | Cor                     | tutti                                      |